# Liste des œuvres d'Antoine Reicha

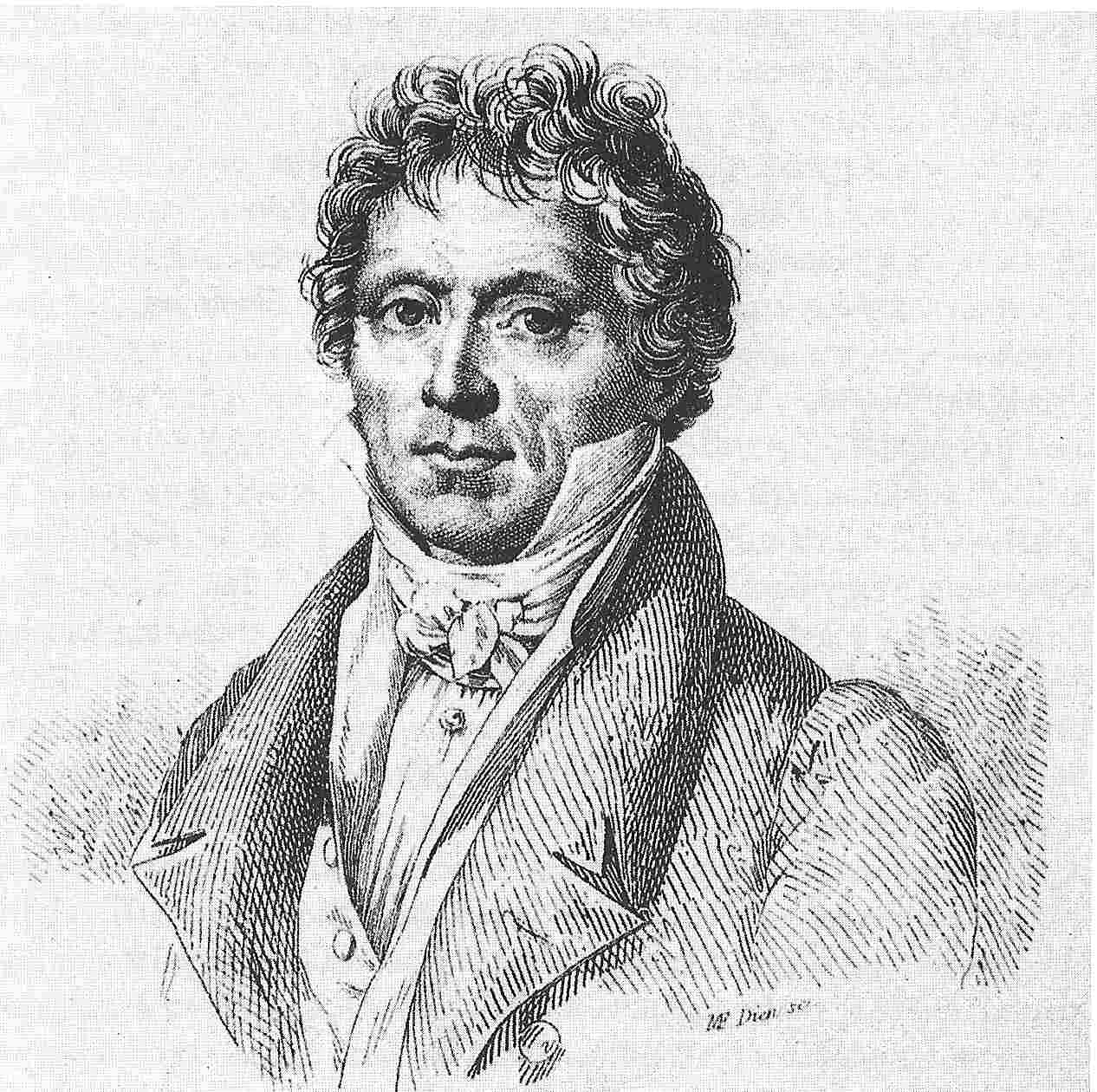
Anton Reicha, 1815

Cet article répertorie les compositions d'Antoine Reicha (1770-1836). Un premier catalogue a été établi en 1936 par le compositeur et musicologue français Maurice Emmanuel, en préparation de sa monographie Antonin Reicha parue à Paris l'année suivante. Olga Šotolová a ensuite complété ce catalogue pour son ouvrage Antonín Rejcha, Život a dílo, publié à Prague en 1977, puis Peter Eliot Stone dans son article pour le Grove Dictionary of Music and Musicians. Cependant, bien des œuvres du compositeur sont encore à découvrir.

## Œuvres portant des numéros d'opus
- Opus 1: Six Duos pour violon & violoncelle (vers 1796–1798) (peut-être composé par Josef Reicha)
- Opus 3: Trois Duos pour violon & violoncelle (vers 1795)
- Opus 4: Trois Duos pour violon & violoncelle (Sol majeur, Ré majeur, Ré majeur) (vers 1798, peut-être composé par Josef Reicha)
- Opus 12: Sinfonica pour quatre flûtes en Ré majeur (publié par Hoffmeister à Leipzig)
- Opus 18: Harmonie imitée ou Trois Adagios pour quatre flûtes
- Opus 19:  Sonate pour quatre flûtes
- Opus 20: Variations pour deux flûtes
- Opus 21: Trois Romances pour deux flûtes (Mi mineur, Sol majeur, Ré majeur
- Opus 22: 12 petits duos pour deux flûtes
- Opus 23: Différentes pièces pour piano (vers 1796–8)
- Opus 24: Ouverture (Prehedra) pour orchestre
- Opus 25: Huit Duos pour deux flûtes
- Opus 26: Trio pour flûtes
- Opus 27: Quatuor pour flûtes
- Opus 30: Études ou Exercices pour piano
- Opus 31: Étude de transitions & Deux Fantaisies pour piano (Paris, 1802)
- Opus 32: Fugue sur un thème de Domenico Scarlatti  pour piano (Paris, 1802)
- Opus 34: Ouverture en Mi (majeur / mineur) (après 1813)
- Opus 36: Trente-six fugues pour le piano-forté (Vienne, 1803 — reprend l'op. 32, la Fantaisie de l’op. 31, l'étude no 9 de l'op. 30, les exercices no  10 & 22 des Practische Beispiele & "12 Fugues" de 1799)
- Opus 40:  Sonate pour piano en Mi majeur (Leipzig, 1803)
- Opus 41: Symphonie à grand orchestre en Mi majeur ("Première Symphonie") (Leipzig, 1803)
- Opus 42: Symphonie à grand orchestre en Mi majeur (Leipzig, 1803)
- Opus 43:  Sonate pour piano en Mi majeur (Leipzig, 1804)
- Opus 44:  Sonate pour piano & violon en Ut majeur (Leipzig, 1804)
- Opus 45: Trois Duos pour deux violons (La majeur, Ré majeur, Si majeur) (Leipzig, 1804)
- Opus 46: Trois Sonates pour piano (Sol majeur, Si majeur, Mi majeur) (Leipzig, 1804)
- Opus 47:  Sonate pour piano, violon & violoncelle en Ut majeur (Leipzig, 1804)
- Opus 48: Trois Quatuors à cordes (Ut majeur, Sol majeur, Mi majeur) (Leipzig, 1804)
- Opus 49: Trois Quatuors à cordes (Ut mineur, Ré majeur, Si majeur) (Leipzig, vers 1804–5)
- Opus 51: Dix-huit Variations & une Fantaisie sur un thème de Mozart pour flûte, violon & violoncelle (Leipzig, 1804)
- Opus 52: Quatuor à cordes en Ut majeur (publié par Breitkopf und Härtel à Leipzig, vers 1804–5)
- Opus 53: Grand Duo pour deux violons en Ut majeur (Leipzig, vers 1804–5)
- Opus 54:  Sonate pour flûte & piano en Sol majeur (Leipzig, vers 1804-5)
- Opus 55: Deux  Sonates pour violon & piano (Si majeur, Mi majeur) (Leipzig, 1804-5)
- Opus 56: Urians Reise um die Welt, pour deux voix à l'unisson et piano
- Opus 57: L'Art de varier, 57 pièces pour piano (Thème et 56 variations)
- Opus 58: Quatuor à cordes en La majeur
- Opus 59: Deux Fantaisies pour piano (Ut majeur, Fa majeur)
- Opus 61: Fantaisie pour piano en Ut mineur, exercice n°13 des Practische Beispiele
- Opus 62: Sonate en La majeur pour violon & piano (Leipzig, 1808)
- Opus 81: Six Fugues pour piano (publié par Pleyel in Paris, 1810)
- Opus 82: Vingt-Quatre Trios pour trois cors ou deux cors & basson (en) (avant 1815)
- Opus 83: Variations pour piano (Paris, avant 1815)
- Opus 84: Douze Duos pour violon & violoncelle (Paris, vers 1814)
- Opus 85: Variations sur Charmante Gabrielle pour piano (Paris, avant 1815)
- Opus 86: La victoire (Allegro brillant) pour piano (Paris, avant 1815)
- Opus 87: Variations sur un thème de Gluck pour piano
- Opus 88: Six Quintettes à vents (Mi mineur, Mi majeur, Sol majeur, Ré mineur, Si majeur, Fa majeur) (Paris, 1817)
- Opus 89: Quintette pour clarinette & quatuor à cordes en Si majeur (Paris, vers 1820)
- Opus 90: Six Quatuors à cordes  (Mi majeur, Sol majeur, Ut majeur, Mi mineur, Fa majeur & Ré majeur) (Paris, 1819)
- Opus 91: Six Quintettes à vents (Ut majeur, La mineur, Ré majeur, Sol mineur, La majeur, Ut mineur) (Paris, vers 1817-19)
- Opus 93: Douze Trios pour deux cors en Mi & basson (Paris, vers 1820)
- Opus 94: Trois Quatuors à cordes (Paris, 1824)
- Opus 95: Trois Quatuors à cordes (Paris, 1824)
- Opus 96: Octuor pour deux violons, alto, violoncelle, hautbois ou flûte, clarinette, cor & basson en Mi majeur (Paris, 1820)
- Opus 97: Études dans le genre fugué pour piano (La fugue et le contrepoint, 34 études de fugues et contrepoint) (vers 1815-17)
- Opus 98: Six Quatuors pour flûte, violon, alto & violoncelle (Paris, avant 1815)
- Opus 99: Six Quintettes à vents (Ut majeur, Fa mineur, Fa majeur, Ré majeur, Si mineur, Sol majeur) (Paris, 1819)
- Opus 100: Six Quintettes à vents (Fa majeur, Ré mineur, Mi majeur, Mi mineur, La mineur, Sil majeur) (Paris, 1820)
- Opus 101: Six Trios Concertants pour piano, violon & violoncelle (Mi majeur, Ré mineur, Ut majeur, Fa majeur, Ré majeur, La majeur) (Paris, 1824)
- Opus 102: Études de piano ou 57 variations sur un thème, suivies d’un rondeau, sur un thème de Grétry & rondeau pour piano (Paris, vers 1820)
- Opus 103: Grand duo concertant duo pour flûte & piano en Ré majeur (Paris, 1824)
- Opus 104: Grand quatuor concertant pour piano, violon ou flûte, basson ou violoncelle & violoncelle en Mi majeur (Paris, 1824)
- Opus 105: Quintette pour flûte & quatuor à cordes en La majeur (publié par Breitkopf und Härtel, Paris, 1829)
- Opus 106: Quintette pour cor & quatuor à cordes en Mi majeur (publié par Breitkopf und Härtel, Paris, 1829)
- Opus 107: Quintette pour hautbois ou clarinette & quatuor à cordes en Fa majeur (Paris, 1829)

## Liste des œuvres par genre

### Musique pour orchestre

#### Symphonies
- Symphonie à grand orchestre (ou "Première Symphonie") en Mi majeur, op. 41 (Leipzig, 1803)
- Symphonie à grand orchestre en Mi majeur, Op. 42 (Leipzig, 1803)
- Symphonie no 1  en Sol majeur (achevée vers 1808)
- Symphonie no 2 (achevée vers 1808)
- Symphonie no 3 en Fa majeur (achevée vers 1808)
- Symphonie ("Grande symphonie" no 2) (achevée vers 1808)
- Symphonie en Ré majeur ("Sinfonie à grand orchestre") (achevée vers 1809)
- Symphonie à grand orchestre no 1 (1809)
- Symphonie à grand orchestre no 2  (1811)
- Symphonie à petit orchestre no 1
- Symphonie en Mi majeur
- Symphonie en Fa mineur

#### Concertos
- Concerto pour piano en Mi majeur (1804)
- Concerto pour violon en Mi majeur
- Concerto pour violoncelle dédié à Jacques-Michel Hurel de Lamare (1803/1823)
- Concerto pour violoncelle en Ré majeur (réalisé avant 1789 ou entre 1812 et 1814)
- Grand Concerto en Sol mineur pour clarinette et orchestre (vers 1815)

#### Ouvertures
- Ouverture en Ut majeur, Op. 24 (vers 1795)
- Ouverture d'un concert ou d'une académie de la musique en Ré majeur (vers 1803–23)
- Ouverture en l'honneur de l'Impératrice Marie Thérèse (vers 1805)
- Ouverture en Ut majeur (avant 1810) pour Cagliostro
- Ouverture en Ut majeur (avant 1822) pour Sapho
- Ouverture en Mi majeur/mineur, Op. 34 (après 1813)
- Ouverture en Ré majeur (vers 1823)
- Ouverture (Symphonie) en Ut majeur (avant 1824)
- Ouverture en Ré majeur (vers 1824)
- Ouverture en Mi majeur (vers 1824)
- Ouverture en Mi majeur (vers 1824)
- Ouverture en Ut majeur (vers 1825)

#### Œuvres diverses pour orchestre
- Grand solo pour harmonica de verre et orchestre (1806)
- Concerto pour deux violons et orchestre (vers 1807)
- Musique pour célébrer la mémoire des grands hommes qui se sont illustrés au service de la Nation française pour orchestre d'harmonie (vers 1809-1815)
- Scène pour cor anglais et orchestre (1811)
- Introduction & Rondo pour cor et orchestre (1820)
- Deux Solos pour cor [et orchestre] (1823)
- Befiehl du deine Wege pour cordes
- Andante varié pour flûte et orchestre
- Grand duo concertant pour piano, violon et orchestre
- Mesdemoiselles, voulez-vous danser?, air pour orchestre
- Variations sur un thème de Dittersdorf pour clarinette et orchestre

### Musique de scène
- Godefroid de Montpourt (vers 1794-96)
- Obaldi, ou Les français en Egypte (avant 1798)
- Amor, der Joujou-Spieler, singspiel (avant 1800)
- Rosalia, singspiel (avant 1800)
- L'ouragan (vers 1800)
- Argine, regina di Granata (1802)
- Cagliostro, ou La séduction (Les illuminés) (1808–10)
- Gusman d'Alfarache (après 1809)
- Bégri ou Le chanteur à Constantinople (après vers 1809)
- Natalie ou La famille russe (vers 1810-12)
- Olinde et Sophronie (1819)
- Philoctète (1822) (seuls trois chœurs sont conservés)
- Sapho (1822)
- Gioas, re di Giuda (avant 1826, incomplet)

#### Musique chorale

##### Avec orchestre
- Lenore, cantate (vers 1805)
- Der neue Psalm, cantate (1807)
- Missa pro defunctis (Requiem) (après 1809)
- Hommage à Grétry, cantate (1814)
- Chœur dialogué par les instruments à vent in Mi majeur (avant 1924)
- Te Deum pour chœur, orgue et orchestre (1825)
- Die Harmonie der Sphären ("Horch, wie orgelt") (avant 1826)
- Le peuple saint pour chœur, orgue et orchestre (avant 1826)
- Fugue en Ré majeur (avant 1826)
- Fugue en Fa majeur (avant 1826)
- Double Fugue en Mi mineur (avant 1826)
- Cum sanctis tuis en Laeternum (avant 1826)
- Dona nobis pacem (avant 1826)

##### Avec piano
- Urians Reise um die Welt pour voix à l'unisson et piano, op. 56 (Vienne, vers 1804)
- Do-do, l’enfant do pour soprano, chœur et piano ou clavecin (après 1810)
- Regina coeli pour double chœur, orgue et basse continue (avant 1818)
- Fugue pour 8 voix, orgue et basse continue en Sol mineur (1822)
- Fugue pour double chœur, orgue et basse continue en Mi mineur (avant 1824)
- Prière pour chœur et orgue (avant 1826)
- Sonetto: Hymnus an den Karfunkel, pour solistes, chœur et piano

##### Sans accompagnement
- Das lacedämonische Lied ("Einst fühlen wir"), fugue pour quatre voix d'hommes (1805)
- Je prends mon bien partout, canon pour quatre voix (Paris, vers 1823)
- Duo dans le style rigoureux, duo pour chœur à quatre voix en Mi majeur
- Fugue pour quatre voix en Fa majeur (avant 1826)
- Fugue pour quatre voix en Mi majeur (avant 1826)
- Fugue pour double chœur
- Cantique pour quatre solistes et double chœur (peut-être Hommage à Grétry)

### Musique vocale

#### Avec orchestre
- Donne, donne, chi vi crede, cavatine pour soprano soliste et orchestre (vers 1786–94)
- Basta ti credo… Quanto e fiero, récitatif et aria pour soliste et orchestre (vers 1800)
- Abschied der Johanna d'Arc, mélodrame pour soliste, harmonica de verre et orchestre (1806)
- Aure amiche ah non spirate, scena e aria pour soprano soliste et orchestre (vers 1810)
- Prélude pour ténor soliste et orchestre (avant 1826)
- Voici le moment favorable pour cinq solistes et orchestre (peut-être un fragment d'opéra)

#### Sans orchestre
- Quel est, hélas! la tourmente que j’endure!, romance pour chant et piano (Paris, vers 1800)
- Das Andenken (Matthison) pour soprano soliste et piano (vers 1801–9)
- Der Brüder Graürock und die Pilgerin, cantate (?) pour soprano et piano (vers 1801–9)
- Die Sehnsucht pour chant et piano (Vienne, vers 1817, probablement composé dès 1809)
- Hamlets Monolog (Sein oder nicht sein) pour chant et piano (Leipzig, vers 1810)
- Air pour soprano ou hautbois et piano (avant 1818)
- Je vais cherchant pour rencontrer un cœur pour chant et piano ou clavecin (Paris, vers 1822)
- Voi sole o luci belle, canon pour deux soliste et basse continue (avant 1824)
- Das Grab (Salis) pour chant et piano
- Fra mille vari moti pour quatre solistes, contrebasse ad lib et basse continue (Paris, vers 1827)
- Circé, cantate pour soprano et piano
- 12 Gesänge, pour chant et piano

### Autres partitions
- Scènes italiennes (1787)
- Canons (1804)
- Canon à 3 voix sur l'air de Charmante Gabrielle (avant 1824)
- Canon à 6 voix (1824)
- Fugue à 3 octaves (avant 1826)
- Ressources harmoniques (1835)
- Canon à 4 voix
- Diverses esquisses et fragments mentionnés dans l'autobiographie du compositeur, etc.

## Source
- (en) Peter Eliot Stone, « Reicha, Antoine », dans L. Macy (éd.), The New Grove Dictionary of Music and Musicians, vol. 29, Londres, Macmillan, 2001, 2e éd., 25 000 p. (ISBN 9780195170672, lire en ligne)